# گئورک هولم
گئورک هولم (ایسلندی: Georg Hólm؛ زادهٔ ۶ آوریل ۱۹۷۶) موسیقی‌دان اهل ایسلند و بیسیست گروه پست‌راک سیگور روس است.